# Atlanta Chiefs
O Atlanta Chiefs foi um time de futebol com sede em Atlanta, Geórgia, que jogou a NPSL e a NASL de 1967 a 1972. Seus campos de origem eram o Atlanta Stadium (1967-1969, 1971-1972) e o Tara Stadium (1970). O clube foi criado por Dick Cecil, então vice-presidente da franquia de beisebol do Atlanta Braves, que era o dono do Chiefs. Cecil ficou intrigado com a Copa do Mundo de 1966 na Inglaterra e decidiu que um time de futebol profissional acrescentaria eventos valiosos para o Estádio de Atlanta. Ele começou a viajar pela Europa e África, contratando jogadores como Phil Woosnam, Vic Crowe e Peter McParland, do Aston Villa, e Kaizer Motaung, que fundou o Kaizer Chiefs FC, que agora joga na Premier Soccer League da África do Sul. O nome e o logotipo do Kaizer Chiefs foram inspirados pelos do clube de Atlanta. 

## História
Em 9 de agosto de 1966, o Atlanta Braves, Inc. recebeu uma franquia na recém-criada National Professional Soccer League . Um mês depois, a corporação contratou Phil Woosnam como o primeiro treinador da equipe que recebeu o nome de "Chiefs" em 8 de janeiro de 1967. No final de fevereiro de 1967, Woosnam havia trazido inúmeros jogadores à Universidade Emory para testes. Depois de selecionar seus jogadores, Woosnam liderou a equipe em vários jogos de exibição, antes que o Chiefs abrisse sua primeira temporada com uma derrota de 1-0 para o Baltimore Bays, em 16 de abril de 1967. Após a temporada de 1967, o NPSL se fundiu com a United Soccer Association para formar a North American Soccer League .  O Atlanta venceu o campeonato de 1968 da NASL. Naquela temporada, os Chiefs venceram o Manchester City duas vezes , depois que Malcolm Allison, gerente da Divisão Inglesa, descreveu o talento local como o padrão da "Quarta Divisão". 
Embora Atlanta nunca tenha sido a casa de nenhuma das maiores estrelas da liga, a equipe produziu uma das figuras mais importantes da história da liga. Phil Woosnam passou do banco como treinador dos Chiefs para a sala de reuniões como comissário da liga. Ele presidiu o período mais crítico da história da NASL entre 1968-1970, quando o número de clubes e o número de clubes diminuíram drasticamente. Ele viu a liga chegar aos anos dourados no final da década de 1970, quando estrelas envelhecidas de todo o mundo jogavam partidas televisionadas em estádios lotados de todo o país. 
Após a temporada de 1968 da NASL, a liga enfrentou problemas com dez franquias fechadas. A temporada de 1969 foi dividida em duas partes. A primeira metade foi chamada de Copa Internacional, um torneio de rodadas duplas em que os demais clubes da NASL eram representados por equipes importadas do Reino Unido. Os chefes foram representados por Aston Villa . O time empatou em terceiro na Copa com um recorde de 2–4–2. Para a segunda metade da temporada de 1969, as equipes voltaram às suas listas normais e jogaram uma programação de 16 jogos sem playoffs. 
Embora os Chiefs tenham sido um dos poucos clubes a sobreviver à temporada crítica de 1969, eles duraram apenas mais alguns anos. O clube passou a se chamar Atlanta Apollos depois que foi vendido aos proprietários do Atlanta Hawks em 1973 e jogou no Bobby Dodd Stadium nessa temporada. 
O nome e o escudo do Atlanta Chiefs (ligeiramente alterados) foram revividos em 1979, quando a franquia Colorado Caribous se mudou para Atlanta, com Cecil e Ted Turner como proprietários. A equipe novamente jogou no Atlanta-Fulton County Stadium por três temporadas e também no Omni Coliseum por duas temporadas da NASL Indoor até acabar após a temporada de 1981.  Os jogadores do Atlanta Chiefs incluem Brian Kidd, Adrian Brooks, Keith Furphy, Victor Nogueira, Paul Child, Mark MacKain, Mark Jakobowski, Lou Cioffi, Tony Whelan, Carl Strong, Webster Lichaba, Graham Tutt, Jomo Sono, Bruce Savage, Louis e George Nanchoff . 

## Treinadores
- Phil Woosnam 1967   - 1968
- Vic Rouse 1969   - 1972
- Ken Bracewell 1973
- Dan Wood 1979   - 1980
- David Chadwick 1980   - 1981